# Savigny-sur-Braye
Savigny-sur-Braye là một xã thuộc tỉnh Loir-et-Cher trong vùng Centre-Val de Loire miền trung nước Pháp.